# Geithain
Geithain är en stad (Große Kreisstadt) i distriktet (Landkreis) Leipzig i förbundslandet Sachsen. Förutom staden ingår 6 mindre orter i kommunen. Kommunen hade ett administrativt samarbete med grannkommunen Narsdorf som uppgick i Geithain den 1 juli 2017.

## Historia
I de äldsta källorna där orten nämns hade den namnet Chyten (ibland tolkat Gyten) som syftar på en sorbisk person. Under 1200-talet hade orten tre kyrkor vad som tyder på att den hade en betydande storlek. 1357 fick orten privilegiet för produktionen av linnetyg. 1392 etablerades en domstol för mindre delikt och efter 1467 tillkom rättigheten att döma allvarliga brott. Det äldsta kända stadssigillet är från 1416 och det liknade stadens aktuella vapensköld.
Under trettioåriga kriget plundrades staden 17 gånger. Mellan 1683 och 1897 var soldater från Kurfurstendömet Sachsen respektive Kungariket Sachsen stationerade i Geithain. 1872 fick staden anslut till järnvägsnätet. Stationen blev den 13 april 1945 målet för den enda flygbombningen som drabbade Geithain under andra världskriget.

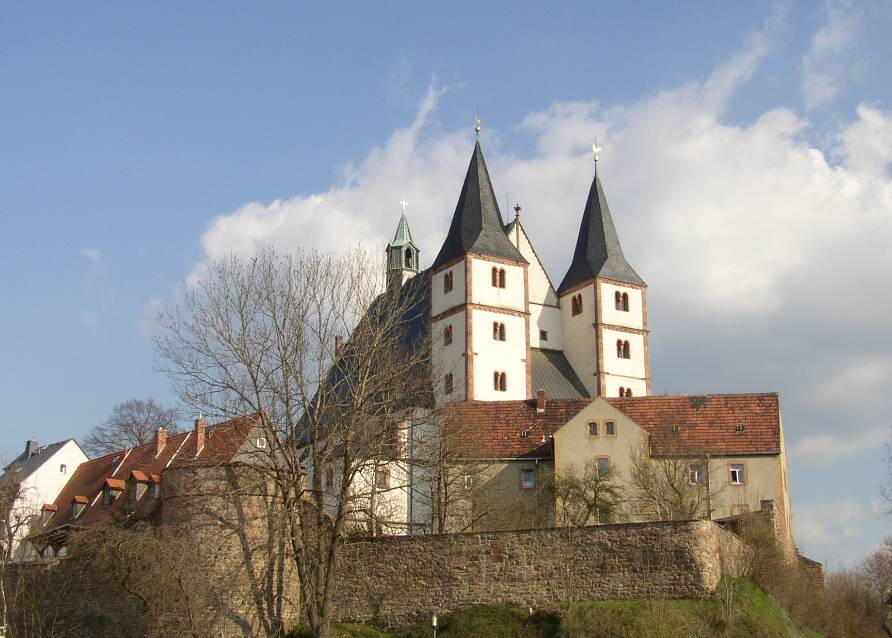
Kyrka St. Nikolai
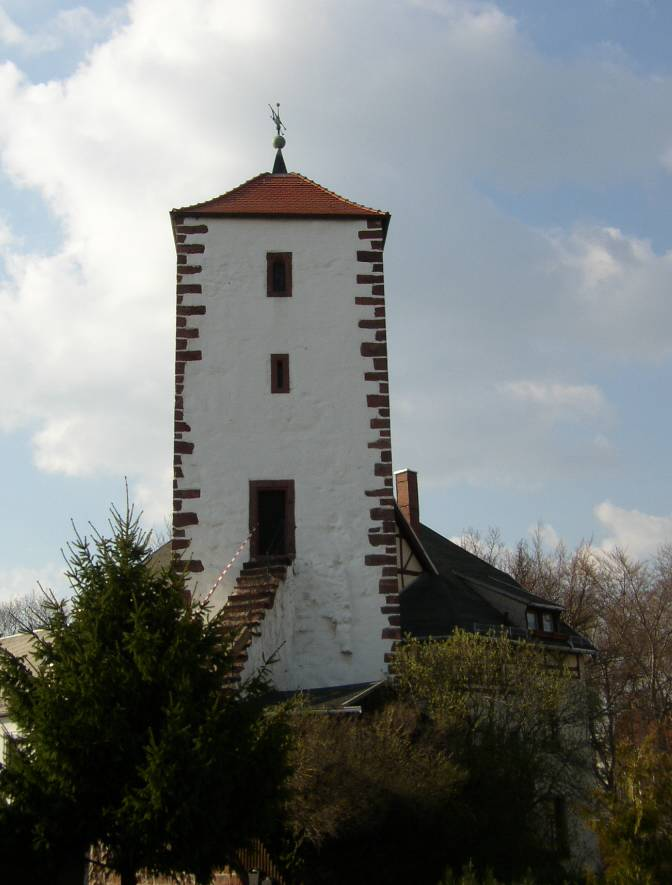
Kruthuset
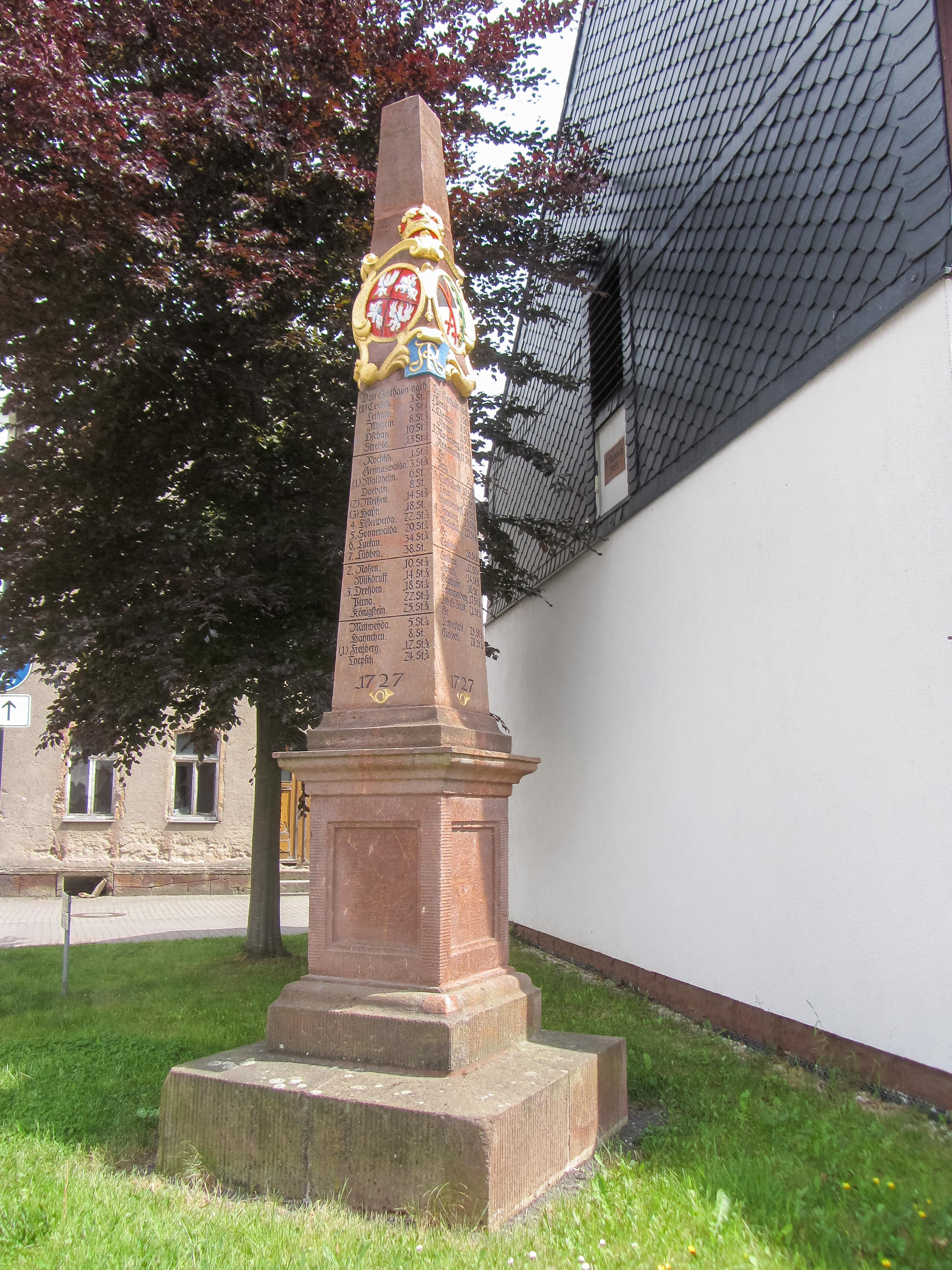
Milstolpe

## Vänorter
Geithain har tyska Veitshöchheim som vänort sedan 1990.